# Plattentechnik
Als Plattentechnik bezeichnet man eine der Möglichkeiten als Keramiker oder Töpfer eine Skulptur oder ein Gefäß aufzubauen. Tonplatten können auf unterschiedliche Weise hergestellt werden:
- mit einer Plattenwalze oder einem Rollholz (Tonroller) wird der Ton zwischen 2 Leisten zu einer Platte ausrollt,
- mit dem Schneidedraht, wobei man einen sog. Blätterstock benötigt von dem dann die einzelnen Platten herunter geschnitten werden.

Danach müssen die Platten leicht getrocknet werden, und erst im lederharten Zustand werden sie dann mit viel Schlicker zu Gefäßen und Skulpturen verarbeitet. Um Tongefäße zu formen, gibt es verschiedene Techniken. Bei der einfachsten Fertigung werden Tonplatten zusammengesetzt und die Übergänge geglättet (Aufbautechnik). Die frühesten Keramikfunde belegen das handwerkliche Plattenverfahren. Seit dem 6. Jahrtausend v. Chr. wurde in Vorderasien dann auch die langsam drehende Töpferscheibe verwendet.